# Iréne Johansson
Iréne Marie Johansson född 24 februari 1947, är en svensk författare och professor. Hon har grundat språkträningsmodellen Karlstadmodellen, som är en träningsmodell för personer med språkliga svårigheter. 
Under en större del av sitt yrkesliv har Iréne Johansson fokuserat på frågeställningar kring språkets roll för att nå ett gott liv och ett, i allmänheten, bättre och mer jämlikt samhälle.

## Karlstadmodellen
Iréne Johansson ledde under 1970-talet framtagandet av Karlstadmodellen, och har sedan dess jobbat på en ständig utveckling av denna träningsmodell.
Karlstadmodellen är framtagen för att kunna hjälpa alla med någon sorts kommunikations-, språkproblematik. Modellen är alltså inte framtagen för en viss ålder eller diagnos, utan för att hjälpa alla.

## Babblarna
Under sitt arbete med språk och kommunikation skapade Iréne Johansson figurerna Babba, Bibbi, Bobbo, Dadda, Diddi och Doddo i slutet av 1970-talet. I början av 2000-talet vidareutvecklades användningen av figurerna tillsammans med Anneli Tisell och fick då namnet Babblarna. Babblarna är till för att barn, på ett lätt och roligt sätt, ska lära sig det Svenska språkets ljud, betoningar och melodi.